# Doutor Dolittle

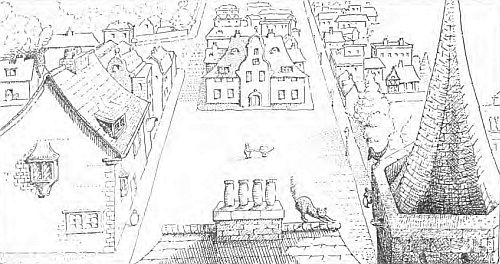
Puddleby-on-the-Marsh

O Doutor John Dolittle é o personagem central de uma série de livros infantis de Hugh Lofting, começando com o The Story of Doctor Dolittle de 1920. É um médico que evita os pacientes humanos em favor dos animais, com os quais pode falar em suas próprias línguas. Mais tarde, ele se torna um naturalista, usando suas habilidades para falar com animais para entender melhor a natureza e a história do mundo.
O Dr. Dolittle apareceu pela primeira vez nas cartas ilustradas do autor para seus filhos, escritas das trincheiras durante a Primeira Guerra Mundial, quando as notícias reais, ele disse mais tarde, eram ou muito horríveis ou muito entediantes. As histórias são ambientadas na Inglaterra vitoriana, onde o médico John Dolittle vive na vila inglesa fictícia de Puddleby-on-the-Marsh, no West Country.
O Doutor Dolittle conta com alguns amigos humanos próximos, como Tommy Stubbins e Matthew Mugg, também conhecido como o Homem de Carne de Patos. Sua equipe animal é composta por uma variedade de companheiros, incluindo Polinésia, o papagaio astuto; Gub-Gub, o porco amigável; Jip, o cão leal; Dab-Dab, a pata prestativa; Chee-Chee, o macaco brincalhão; Too-Too, a coruja sábia; além do raro e enigmático Pushmi-pullyu. Mais tarde, no romance "O Zoológico do Dolittle" de 1925, um rato branco chamado "Whitey" se junta à equipe. Whitey, com a orientação do doutor, estabelece o Rat and Mouse Club, que rapidamente atrai cerca de 5.000 membros entre ratos e ratinhos.

## Inspiração
Uma inspiração para seu personagem parece ser o cirurgião escocês John Hunter.
A série "A História do Doutor Dolittle: Sendo a História de Sua Vida Peculiar em Casa e de Suas Surpreendentes Aventuras em Partes Estrangeiras Nunca Antes Impressas" (1920) marca o início da saga. A sequência "As Viagens do Doutor Dolittle" (1922) foi honrada com a prestigiada Medalha Newbery. Os três livros seguintes - "O Correio do Doutor Dolittle" (1923), "O Circo do Doutor Dolittle" (1944) e "A Caravana do Doutor Dolittle" (1936) - se desdobram durante e/ou após os acontecimentos da história original. Cinco romances subsequentes foram publicados, e após o falecimento de Lofting em 1947, dois volumes adicionais de peças curtas, até então inéditas, foram lançados.
As histórias, na ordem de publicação, são:
1. A História do Doutor Dolittle (1920)
2. As Viagens do Doutor Dolittle (1922)
3. O Correio do Doutor Dolittle (1923)
4. Circo do Doutor Dolittle (1924)
5. "Doutor Dolittle encontra um londrino em Paris" (1925)
6. O zoológico do Dolittle (1925)
7. Caravana do Doutor Dolittle (1926)
8. O Jardim do Doutor Dolittle (1927)
9. Doutor Dolittle na Lua (1928)
10. O Livro de Gub Gub: Uma Enciclopédia de Alimentos (1932)
11. O Retorno do Doutor Dolittle (1933)
12. O livro de aniversário do doutor Dolittle (1936)
13. Doutor Dolittle e o Lago Secreto (copyrighted 1923, mas não publicado até 1948)
14. Doutor Dolittle e o Canário Verde (1950)
15. Aventuras de Puddleby do Doutor Dolittle (1952)
  - "O Cão do Mar"
  - "Dapple"
  - "A ambulância do cão"
  - "O homem atordoado"
  - "Os Gritadores de Crista"
  - "Os Martins de Peito Verde"
  - "A História da Maggot"
  - "O Menino Perdido"

O livro "O Livro de Gub: Uma Enciclopédia de Alimentos" (1932) é atribuído a Gub-Gub, o porco da família. Apresenta uma série de contos animais centrados na culinária. No entanto, ao longo do texto, a reivindicação de autoria por parte de Gub-Gub é deixada de lado; Tommy Stubbins, assistente do Dr. Dolittle, revela que na verdade está relatando uma série de discursos proferidos por Gub-Gub para os outros membros da família Dolittle ao redor da fogueira à noite. Stubbins explica ainda que a versão completa da enciclopédia de Gub-Gub, composta por uma coleção imensa e desorganizada de rabiscos escritos pelo porco em uma língua para porcos inventada pelo Dr. Dolittle, era tão extensa que sua tradução para o inglês se mostrou impraticável.
O livro de aniversário do doutor Dolittle (1936) é um pequeno diário ilustrado com fotos e citações das histórias anteriores. Apareceu entre O Retorno do Doutor Dolittle e o Doutor Dolittle e o Lago Secreto.
"Doutor Dolittle Meets a Londoner in Paris" é uma história curta incluída em The Flying Carpet, pp. 110-19 (1925), uma antologia de contos e poemas infantis com ilustrações de Cynthia Asquith. 
Em abril de 2021, o biólogo japonês Shinichi Fukuoka criou uma nova história Dr. Dolittle Saves Galápagos Islands que apareceu no Asahi Shimbun .

## Cronologia
Os principais eventos de A História do Doutor Dolittle ocorrem em 1819 ou 1820, embora os eventos dos primeiros capítulos pareçam estar espalhados ao longo de vários anos. As Viagens do Doutor Dolittle começam em 1839.
Dolittle voltou de sua viagem à lua no regresso do Dr. Dolittle durante um eclipse lunar completo que era visível no céu uma noite tardia da primavera. Este foi o primeiro eclipse lunar completo em alguns anos, e ocorreu em maio de 1844 na vida real.
Referências de história de fundo indicam que o Dr. Dolittle viajou para o Polo Norte em abril de 1809, e já sabia como falar com algumas espécies de animais naquela data, sugerindo que os primeiros capítulos de A História do Doutor Dolittle ocorrem antes dessa data. No entanto, é possível que a cronologia interna não seja consistente.
A cronologia interna dos livros é um pouco diferente da ordem de publicação. O primeiro livro é seguido pelo Circo do Dolittle (1924), a Caravana do Dolittl (1926), e o Dolittl e o Canário Verde (1950). Só depois segue o segundo livro, The Voyages of Doctor Dolittle (1922), continuado pelo Zoo do Dolittle de Doctor (1925). Depois disso, a ordem de publicação é restaurada; O Jardim do Doutor Dolittle (1927) é seguido pelo Doutor Dolittle na Lua (1928) e o Retorno do Doutor do Dolittle (1933), terminando com o Doutor Do Little e o Lago Secreto (1948).
O Correio do Dolittle (1923) não pode ser colocado em nenhum lugar na cronologia interna sem criar contradições. O Circo do Dolittle contém referências a eventos que ocorreram no Correio, indicando que o Correio deve preceder o Circo. Mas o Prólogo do Correio indica igualmente definitivamente que deve acontecer em algum momento após o Circo. Além disso, na sequência narrativa que se estende desde o final do primeiro livro, através do Circo e Caravana, até CanáriaCirco, não há lacuna em que o Correio possa ser inserido. Para uma ordem de leitura, as opções mais lógicas são colocar o Correio imediatamente antes do Circo, ou imediatamente após Canário Verde.
As histórias, em ordem de cronologia interna, são:
- A História do Doutor Dolittle (1920)

- - "Os Martins de Peito Verde" (seguiu o Capítulo XII de A História do Doutor Dolittle; coletado em Puddleby Adventures do Doutor do Dolittle (1952))

- Circo do Doutor Dolittle (1924)
- Caravana do Doutor Dolittle (1926)

- - "The Crested Screamers" (tem lugar dentro da Parte Um, Capítulo 12 da Caravana do Dolittle; coletado em Puddleby Adventures do Dolittl (1952))
  - "O Menino Perdido" (ocorre dentro da Primeira Parte, Capítulo 12 dA Caravana do Doutor Dolittle; coletado em Puddleby Adventures do Dolittle (1952))

- Doutor Dolittle e o Canário Verde (1950)

- - "Doutor Dolittle encontra um londrino em Paris" (1925 - não coletado)

- O Correio do Doutor Dolittle (1923)
- As Viagens do Doutor Dolittle (1922)
- O zoológico do Dolittle (1925)
- O Jardim do Doutor Dolittle (1927)

- - "O Cão do Mar" (ocorre no início do Jardim do Dolittle; coletado em Puddleby Adventures do Dolittl (1952))
  - "Dapple" (ocorre no início dO Jardim do Doutor Dolittle; coletado em Puddleby Adventures do Dolittle (1952))
  - "A ambulância do cão" (tem lugar no início do jardim do doutor DolittleO Jardim do Doutor Dolittle do doutor dolittle (1952))
  - "O Homem Atonado" (tem lugar no início do Jardim do Dolittle; coletado em Puddleby Adventures do Dolittl (1952))
  - "A História da Maggot" (dado um resumo muito reduzido na conclusão das primeiras impressões da Parte II, Capítulo 4 dO Jardim do Doutor Dolittle; coletado em Puddleby Adventures do Doutor do Dolittle (1952))

- O Livro de Gub Gub: Uma Enciclopédia de Alimentos (1932)
- Doutor Dolittle na Lua (1928)
- O Retorno do Doutor Dolittle (1933)
- O livro de aniversário do doutor Dolittle (1936)
- Doutor Dolittle e o Lago Secreto (copyrighted 1923, mas não publicado até 1948)

## Adaptações
Houve uma série de adaptações das histórias do Doutor Dolittle em outros meios de comunicação:
- 1928: Doktor Dolittle und seine Tiere (Doctor Dolittle and his Animals), a silent animated short in German by Lotte Reiniger[13][14]
- 1970–1972: Doctor Dolittle animated TV series, produced at DePatie-Freleng Enterprises for 20th Century Fox TelevisionPredefinição:Circular reference
- 1984: The Voyages of Doctor Dolittle (ドリトルせんせいものがたり) (U.S.-Japan coproduction, not aired in Japan until 1997)
- 2011: The Voyages of Young Doctor Dolittle direct-to-video animated film, starring Jane Seymour, Jason Alexander, and Tim Curry[15]

Áudio:
- 1933-1934: série de rádio da NBC[14]
- 1995-2001: Livros de áudio da BBC lidos por Alan Bennett[16]

Etapas
- 1973: stage adaptation by the Philadelphia Boys Choir &amp; Chorale, which was used during their concert tour to Belgium and Kenya[17]
- 1998: Doctor Dolittle stage musical by Leslie Bricusse, based on the 1967 film musical
- 2007: stage musical adaptation by TheatreWorksUSA, written by Randy Courts and Mark St. Germain[18]

Filme:
- 1967: Doutor Dolittle, estrelado por Rex Harrison[19]
- 1998: Dr. Dolittle e suas sequências: Dr.Dolittle 2 (2001), Dr. Dolitle 3 (2006), Dr. Do little: Tail to the Chief (2008), e Dr. Do Little: Million Dollar Mutts (2009). As duas primeiras estrelas Eddie Murphy no papel principal, enquanto que todas as cinco estrelas Kyla Pratt como sua filha, Maya. Norm Macdonald aparece em cada filme como a voz do seu cão, Lucky.
- 2020: Dolittle, uma adaptação de ação ao vivo com Robert Downey Jr., Michael Sheen e Antonio Banderas.[20]

Videogame:
- 2006: Dr. Dolittle PS2 videogame produzido pela Aqua Pacific e distribuído pela Blast! Entertainment Ltd.

## Aparições em outras línguas
Um romance infantil russo Doutor Aybolit (Doctor Oh-it-hurt) de Corney Chukovsky (primeira vez publicado em 1924) foi vagamente baseado nas histórias do Doutor Dolittle. O romance original creditou o trabalho de Lofting, assim como Chukovsky em suas memórias.
O dramaturgo, compositor e ilustrador norueguês Thorbjørn Egner fez um álbum chamado Doutor Dyregod (Doutor bom para com os animais) com músicas e história baseada no Doctor Dolittle.
Todos os livros da série foram traduzidos para o japonês por Masuji Ibuse e para o lituano por Pranas Mašiotas.